# Jean-Jacques Bourassé
L'abbé Jean-Jacques Bourassé est un prêtre et archéologue français né à Sainte-Maure-de-Touraine (Indre-et-Loire) le 22 décembre 1813 et mort le 4 octobre 1872 à Tours.

## Biographie
Prêtre catholique, chanoine de l'église métropolitaire de Tours, il est professeur de théologie, de liturgie et de zoologie au petit séminaire de Tours. Il est décoré de la Légion d'honneur en 1854 au titre de ses fonctions ecclésiastiques.
Membre de la Société entomologique de France, on lui doit de nombreux ouvrages élémentaires d’histoire naturelle, quelques éditions ou traductions d’ouvrages théologiques et également de nombreuses publications archéologiques. De 1840 à 1873, il devient membre correspondant du Comité des travaux historiques et scientifiques et correspondant pour la Commission de topographie des Gaules à partir de 1865.
L'abbé Bourassé est également le 4e président de la Société archéologique de Touraine de 1853 à 1859, puis le 6e de 1862 à 1868.

## Quelques œuvres
- Histoire naturelle des oiseaux, des reptiles et des poissons, Tours, Alfred Mame, 1840.
- Esquisses entomologiques, Tours, Alfred Mame, 1842.
- Monuments Celtiques, Société archéologique de Touraine, 1842 (lire en ligne).
- avec Jacques-Paul Migne, Dictionnaire d'épigraphie chrétienne, Paris, Imp. du Petit Montrouge, 1852 (lire en ligne).
- La Touraine, son histoire et ses monuments., A. Mame, 1856, 610 p. (lire en ligne).
- Dictionnaire de discipline ecclésiastique, d'après le traité de L. Thomassin, Tours, Alfred Mame, 1856.
- Les plus belles cathédrales de France, planches et grav. in-t., la plupart de Charles Thompson, Tours, Alfred Mame, 1861.
- Abbayes et Monastères de France, Tours, Alfred Mame, 1869.
- Cartulaire de Cormery : précédé de l'histoire de l'abbaye et de la ville de Cormery d'après les chartes, Guilland-Verger, 1861, 473 p. (lire en ligne).

## Pour approfondir